# Simpang Kanan (Sumberejo)
Simpang Kanan is een bestuurslaag in het regentschap Tanggamus van de provincie Lampung, Indonesië. Simpang Kanan telt 2657 inwoners (volkstelling 2010).